# Mariusz Kwiecień
Mariusz Kwiecień (pronunciado "Máriush Kviétsheñ") (4 de noviembre de 1972, Cracovia, Polonia) es un barítono lírico de relevancia internacional, destacado intérprete de ópera mozartiana y clásica.

## Biografía
Estudió en la Academia de Música de Varsovia. Debutó en 1993 en la Ópera de Cracovia en Dido y Eneas de Purcell e hizo su debut internacional en Luxemburgo con Las bodas de Fígaro de Mozart y en Varsovia con Verbum nobile, de Stanisław Moniuszko, en 1995. Ganó las competencias de la Ópera Estatal de Viena y la Ópera Estatal de Hamburgo; en 1996, la Hans Gabor Belvedere Competition, y en 1998, el Premio de la Audiencia de la Competencia Francisco Viñas en Barcelona. Representó a Polonia en 1999 en Cardiff para la Singer of the World Competition.
En 1999 debutó en el Metropolitan Opera de Nueva York como Kuligin en Katia Kabanova de Leoš Janáček. En 2003 Marcello en La bohème (2003), Silvio en Pagliacci (2004), Almaviva en Las bodas de Figaro (2005), Guglielmo en Così fan tutte (2005), Dr. Malatesta en Don Pasquale (2006), y Enrico en Lucia di Lammermoor (2007). 

## Trabajo
Sus roles principales son Eugene Onegin, el Conde de Las bodas de Fígaro, Rey Roger y Don Giovanni que lo han llevado a actuar en la Wiener Staatsoper, la Ópera de San Francisco, la Ópera de Santa Fe, Covent Garden, Seattle Opera, Bilbao, Barcelona, Chicago Lyric Opera, San Diego, San Pablo, Ginebra, Boston, Los Ángeles, Teatro Real (Madrid), la Ópera de París con la compañía del Bolshói de Moscú. Otros papeles incluyen Ricardo en Los puritanos de Escocia de Bellini, Ottokar en Der Freischütz, Escamillo en Carmen, Belcore en L'elisir d'amore, la parte solista en Un réquiem alemán de Brahms, War Requiem de Britten y otros.